# فريدي مارشال
فريدي مارشال (بالإسبانية: Freddy Marshall) هو عازف قيثارة وكاتب أغاني إسباني وفنزويلي، ولد في 7 نوفمبر 1959 في كاراكاس في فنزويلا.

## وصلات خارجية
- الموقع الرسمي